# Condado de Crook (Oregon)
O Condado de Crook é um dos 36 condados do Estado americano do Oregon. A sede do condado é Prineville, e sua maior cidade é Prineville. O condado possui uma área de 7 737 km² (dos quais 21 km² estão cobertos por água), uma população de 19 182 habitantes, e uma densidade populacional de 2 hab/km² (segundo o censo nacional de 2000). O condado foi fundado em 1882.